# Latino Orsini
Latino di Carlo Orsini est un cardinal italien, né vers 1410 à Rome, capitale des États pontificaux, et décédé le 11 août 1477 à Rome.
Il est de la famille Orsini des papes Célestin III (1191-1198), Nicolas III (1277-1280) et Benoît XIII (1724-1730) et des cardinaux Matteo Orsini (1262), Latino Malabranca Orsini, O.P. (1278), Giordano Orsini (1278), Napoleone Orsini (1288), Francesco Napoleone Orsini (1295), Giovanni Gaetano Orsini (1316), Matteo Orsini (1327), Rinaldo Orsini (1350), Giacomo Orsini (1371), Poncello Orsini (1378), Tommaso Orsini (vers 1383), Giordano Orsini, iuniore (1405), Cosma Orsini (1480), Giovanni Battista Orsini (1483), Franciotto Orsini (1517), Flavio Orsini (1565), Alessandro Orsini (1615), Virginio Orsini, O.S.Io.Hieros. (1641) et Domenico Orsini d'Aragona (1743).

## Repères biographiques
Dans sa jeunesse Latino Orsini a un fils naturel, Paolo. Il est élu archevêque de Conza en 1439 et transféré à l'archidiocèse de Trani en 1438.
Orsini est créé cardinal par le pape Nicolas V lors du consistoire de 20 décembre 1448. Il est transféré au diocèse d'Urbino en 1450 et reçoit le commendam comme abbé nullius de l'abbaye de S. Maria de Farfa de son frère Giovanni. De 1452 à 1472 il est administrateur de l'archidiocèse de Bari. En 1451 et en 1489-1471 il est camerlingue du Sacré Collège. Il est administrateur du diocèse de Polignano de 1468 à 1472 et à partir de 1472 archevêque de Tarente.
Le cardinal Orsini participe au conclave de 1455, lors duquel Calixte III est élu, de 1458 (élection de Pie II), de 1464 (élection de Paul II) et de 1471, lors duquel Sixte IV est élu et qui le nomme camerlingue de la Sainte-Église.